# Villenave-de-Rions
Villenave-de-Rions est une commune du Sud-Ouest de la France, située dans le département de la Gironde, en région Nouvelle-Aquitaine.

## Géographie

### Localisation
Commune de l'aire d'attraction de Bordeaux dans l'Entre-deux-Mers, la commune se trouve à 30 km au sud-est de Bordeaux, chef-lieu du département, à 20 km au nord-ouest de Langon, chef-lieu d'arrondissement et à 7,5 km au nord-nord-ouest de Cadillac, chef-lieu de canton.

### Communes limitrophes
Les communes limitrophes en sont Capian au nord, Cardan au sud-est, Rions au sud et Paillet à l'ouest.
|         | Capian             |        |
| Paillet | Villenave-de-Rions |        |
|         | Rions              | Cardan |

### Climat
Pour des articles plus généraux, voir Climat de la Nouvelle-Aquitaine et Climat de la Gironde.
Historiquement, la commune est exposée à un climat océanique aquitain.  
En 2020, Météo-France publie une typologie des climats de la France métropolitaine dans laquelle la commune est exposée à un climat océanique et est dans la région climatique  Aquitaine, Gascogne, caractérisée par une pluviométrie abondante au printemps, modérée en automne, un faible ensoleillement au printemps, un été chaud (19,5 °C), des vents faibles, des brouillards fréquents en automne et en hiver et des orages fréquents en été (15 à 20 jours).
Pour la période 1971-2000, la température annuelle moyenne est de 13,2 °C, avec une amplitude thermique annuelle de 15,4 °C. Le cumul annuel moyen de précipitations est de 845 mm, avec 10,9 jours de précipitations en janvier et 6,7 jours en juillet. Pour la période 1991-2020, la température moyenne annuelle observée sur la station météorologique la plus proche, située sur la commune de Cadaujac à 17 km à vol d'oiseau, est de 13,8 °C et le cumul annuel moyen de précipitations est de 918,3 mm,. Pour l'avenir, les paramètres climatiques de la commune estimés pour 2050 selon différents scénarios d’émission de gaz à effet de serre sont consultables sur un site dédié publié par Météo-France en novembre 2022.

## Urbanisme

### Typologie
Au 1er janvier 2024, Villenave-de-Rions est catégorisée commune rurale à habitat dispersé, selon la nouvelle grille communale de densité à sept niveaux définie par l'Insee en 2022.
Elle est située hors unité urbaine. Par ailleurs la commune fait partie de l'aire d'attraction de Bordeaux, dont elle est une commune de la couronne,. Cette aire, qui regroupe 275 communes, est catégorisée dans les aires de 700 000 habitants ou plus (hors Paris),.

### Occupation des sols

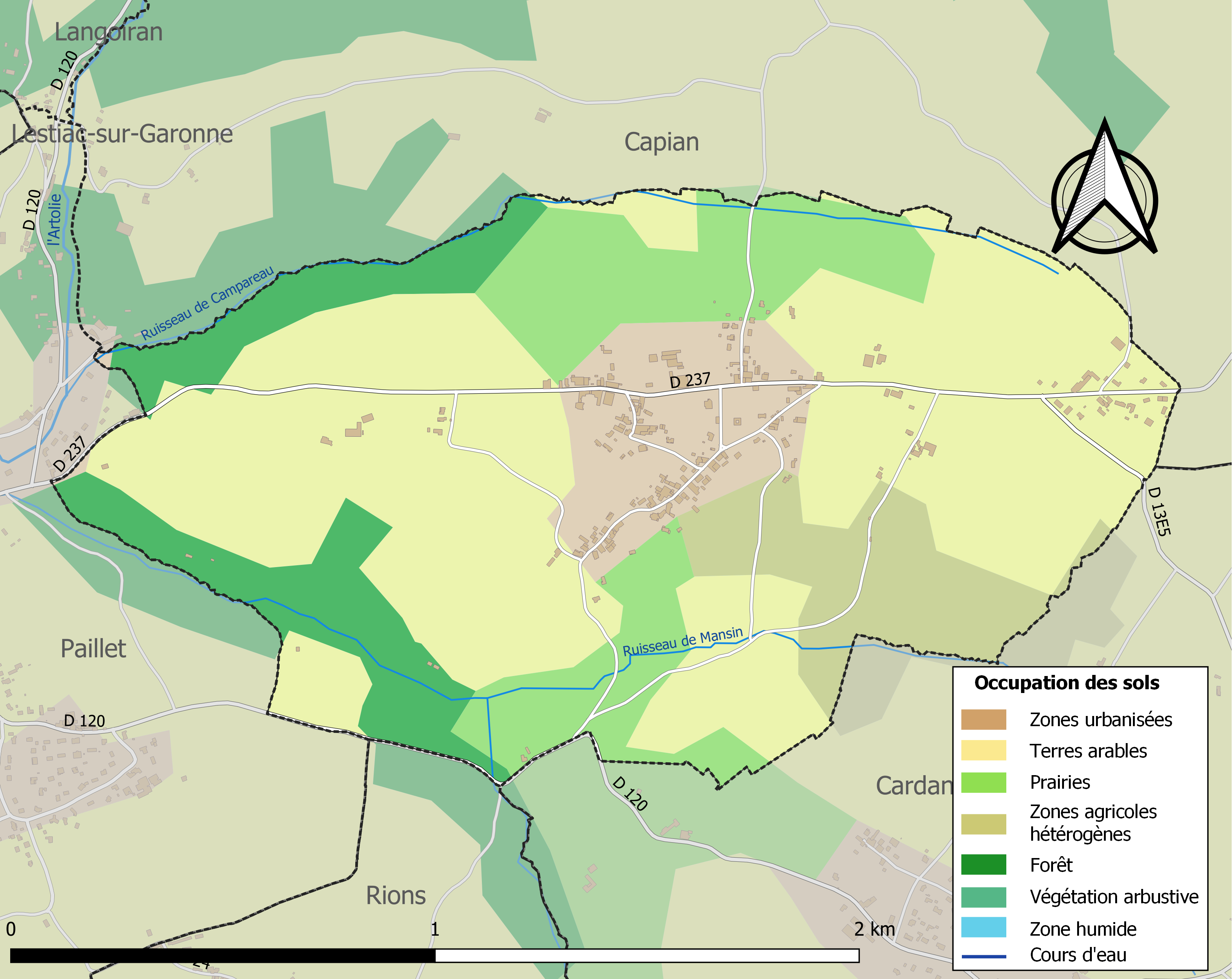
Carte des infrastructures et de l'occupation des sols de la commune en 2018 (CLC).

L'occupation des sols de la commune, telle qu'elle ressort de la base de données européenne d’occupation biophysique des sols Corine Land Cover (CLC), est marquée par l'importance des territoires agricoles (78,5 % en 2018), une proportion identique à celle de 1990 (78,5 %). La répartition détaillée en 2018 est la suivante : 
cultures permanentes (53,5 %), prairies (15,9 %), forêts (11,5 %), zones urbanisées (9,9 %), zones agricoles hétérogènes (9,1 %). L'évolution de l’occupation des sols de la commune et de ses infrastructures peut être observée sur les différentes représentations cartographiques du territoire : la carte de Cassini (XVIIIe siècle), la carte d'état-major (1820-1866) et les cartes ou photos aériennes de l'IGN pour la période actuelle (1950 à aujourd'hui).

### Voies de communication et transports
La principale voie de communication routière qui traverse le village est la route départementale D 237 qui mène, vers le sud-ouest, à Paillet et, vers l'est, à la route départementale D 13 (Créon au nord, Béguey et Cadillac-sur-Garonne au sud) puis vers le nord-est, à Targon.

L'accès à l'autoroute A62 (Bordeaux-Toulouse) le plus proche est le no 2, dit de Podensac, distant de 13 km par la route vers le sud-sud-ouest.

L'accès no 1, dit de Bazas, à l'autoroute A65 (Langon-Pau) est distant de 34 km par la route vers le sud-sud-est.
Les gares SNCF les plus proches sont celles de Podensac et de Cérons, sur la ligne Bordeaux-Sète du TER Nouvelle-Aquitaine, la première distante de 8,5 km vers le sud-sud-ouest, la seconde de 9 km vers le sud. Sur la même ligne, la gare de Langon, offrant plus de trafic, se trouve à 20 km vers le sud-est.

### Risques majeurs
Le territoire de la commune de Villenave-de-Rions est vulnérable à différents aléas naturels : météorologiques (tempête, orage, neige, grand froid, canicule ou sécheresse) et séisme (sismicité très faible). Un site publié par le BRGM permet d'évaluer simplement et rapidement les risques d'un bien localisé soit par son adresse soit par le numéro de sa parcelle.

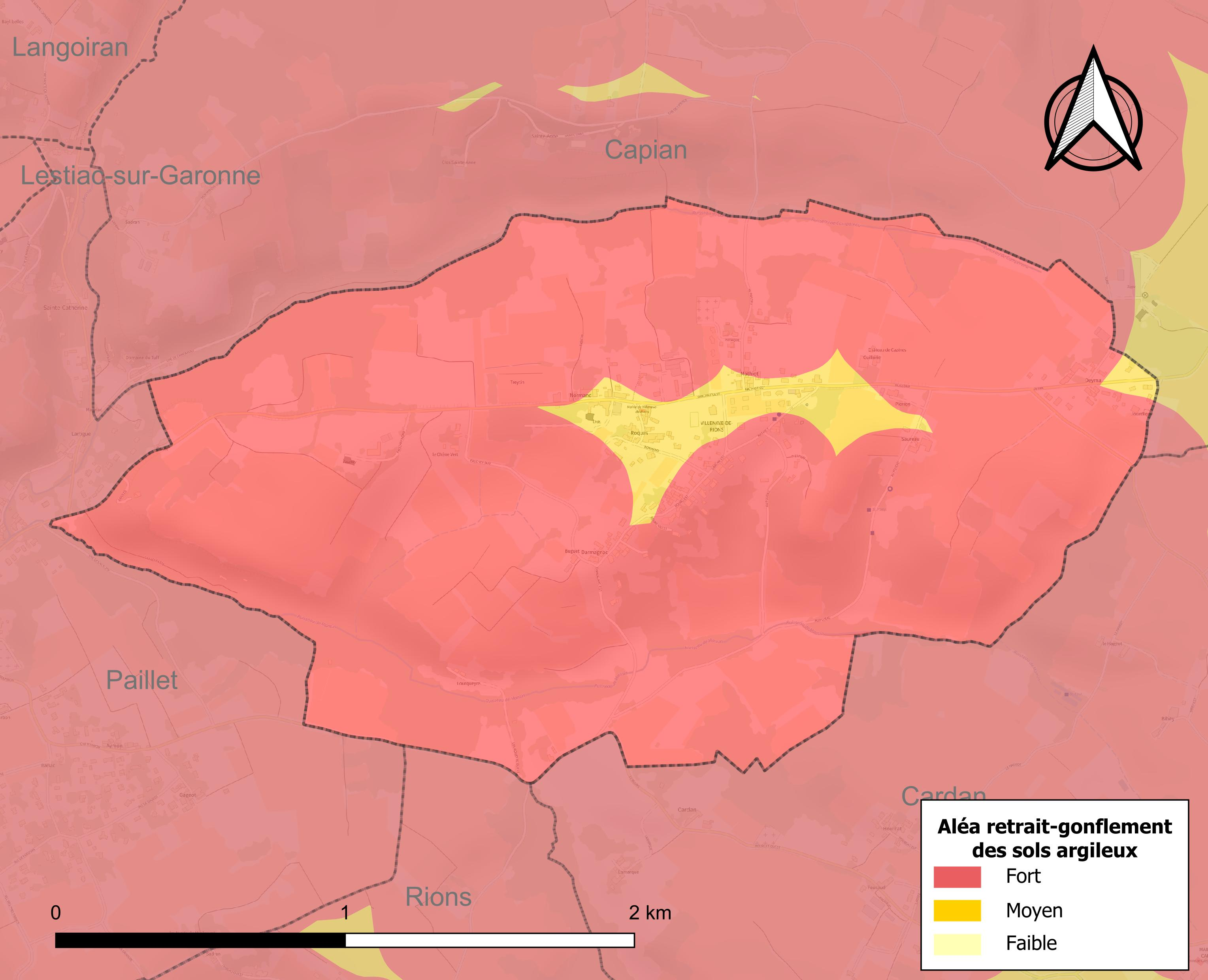
Carte des zones d'aléa retrait-gonflement des sols argileux de Villenave-de-Rions.

Le retrait-gonflement des sols argileux est susceptible d'engendrer des dommages importants aux bâtiments en cas d’alternance de périodes de sécheresse et de pluie. La totalité de la commune est en aléa moyen ou fort (67,4 % au niveau départemental et 48,5 % au niveau national). Sur les 159 bâtiments dénombrés sur la commune en 2019, 159 sont en aléa moyen ou fort, soit 100 %, à comparer aux 84 % au niveau départemental et 54 % au niveau national. Une cartographie de l'exposition du territoire national au retrait gonflement des sols argileux est disponible sur le site du BRGM,.
La commune a été reconnue en état de catastrophe naturelle au titre des dommages causés par les inondations et coulées de boue survenues en 1982, 1999, 2009 et 2014, par la sécheresse en 2003, 2005 et 2011 et par des mouvements de terrain en 1999.

## Toponymie
Le nom de la commune provient de « ville » et de « neuve », le suffixe évoquant l’ancienne dépendance du territoire au seigneur de Rions.
Le nom de la commune est Vilanava de Rions en gascon.
Ses habitants sont appelés les Villenavais.

## Histoire
À la Révolution, la paroisse Saint-Martin de Villenave-de-Rions forme la commune de Villenave-de-Rions.

## Politique et administration
| Période                                  | Période   | Identité           | Étiquette | Qualité                    |
| ---------------------------------------- | --------- | ------------------ | --------- | -------------------------- |
| Les données manquantes sont à compléter. |           |                    |           |                            |
| En 1955 et avant                         |           | Robert Meric       |           |                            |
| mars 2001                                | mars 2014 | René Antoine       |           |                            |
| mars 2014                                | En cours  | Jean-Marc Subervie |           | Retraité Fonction publique |

## Démographie
| 1793 | 1800 | 1806 | 1821 | 1831 | 1836 | 1841 | 1846 | 1851 |
| ---- | ---- | ---- | ---- | ---- | ---- | ---- | ---- | ---- |
| 330  | 301  | 360  | 342  | 338  | 301  | 304  | 317  | 304  |

| 1856 | 1861 | 1866 | 1872 | 1876 | 1881 | 1886 | 1891 | 1896 |
| ---- | ---- | ---- | ---- | ---- | ---- | ---- | ---- | ---- |
| 296  | 313  | 266  | 241  | 279  | 247  | 241  | 243  | 247  |

| 1901 | 1906 | 1911 | 1921 | 1926 | 1931 | 1936 | 1946 | 1954 |
| ---- | ---- | ---- | ---- | ---- | ---- | ---- | ---- | ---- |
| 250  | 279  | 236  | 245  | 256  | 252  | 222  | 219  | 233  |

| 1962 | 1968 | 1975 | 1982 | 1990 | 1999 | 2005 | 2006 | 2010 |
| ---- | ---- | ---- | ---- | ---- | ---- | ---- | ---- | ---- |
| 252  | 252  | 216  | 261  | 286  | 274  | 277  | 272  | 315  |

| 2015 | 2020 | 2022 | - | - | - | - | - | - |
| ---- | ---- | ---- | - | - | - | - | - | - |
| 313  | 363  | 373  | - | - | - | - | - | - |

## Lieux et monuments
- L'église Saint-Martin, d'origine du XIIe siècle, n'a conservé de l'époque que son abside romane en cul-de-four ; le chœur date du XIVe siècle et l'édifice, grandement ruiné durant la Révolution, a été fortement rénové dans la seconde partie du XIXe siècle avec, entre autres, l'ajout d'une flèche sur le clocher-porche[24].

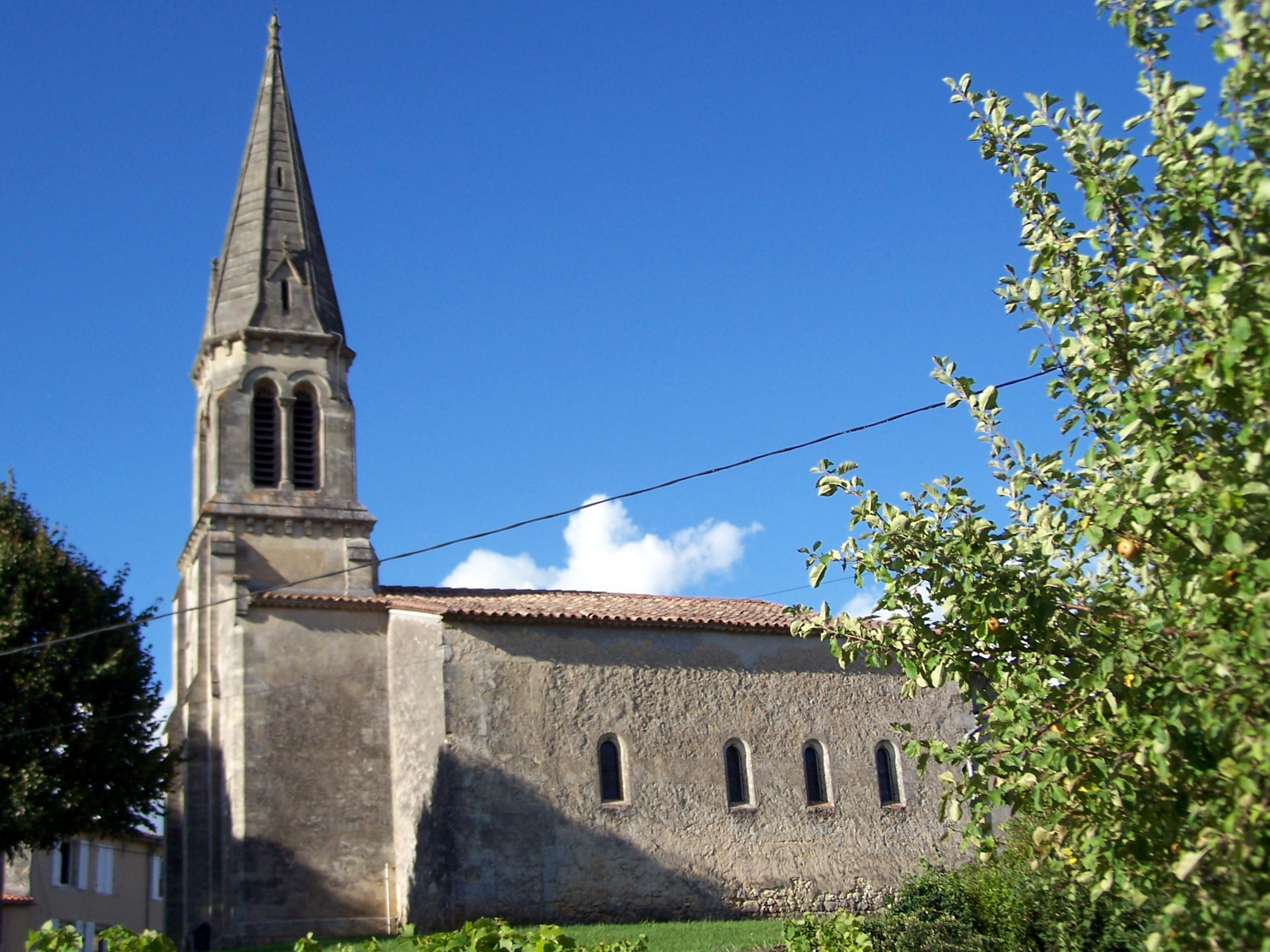
L'église Saint-Martin (août 2014)
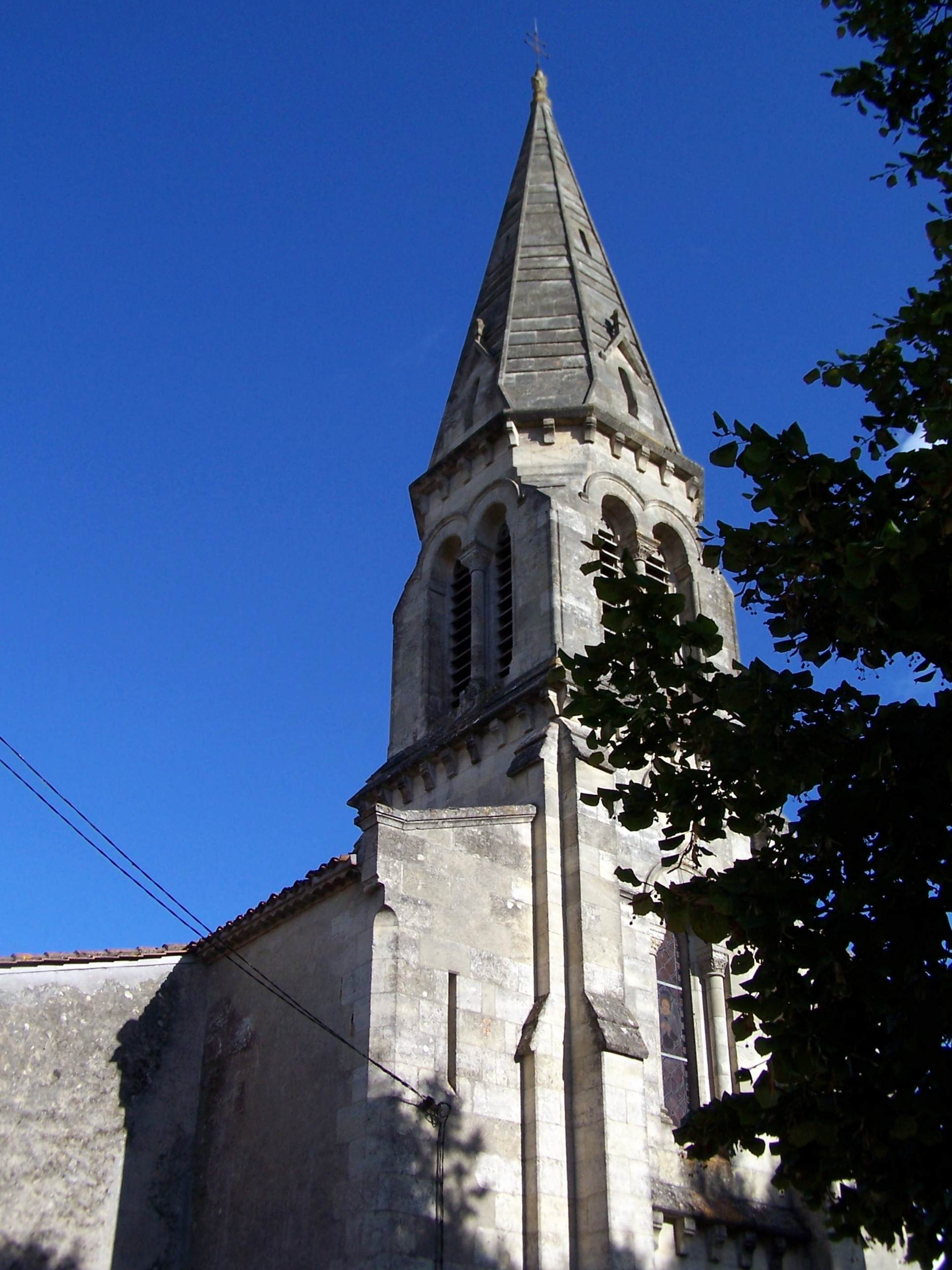
Le clocher-flèche de l'église (août 2014)
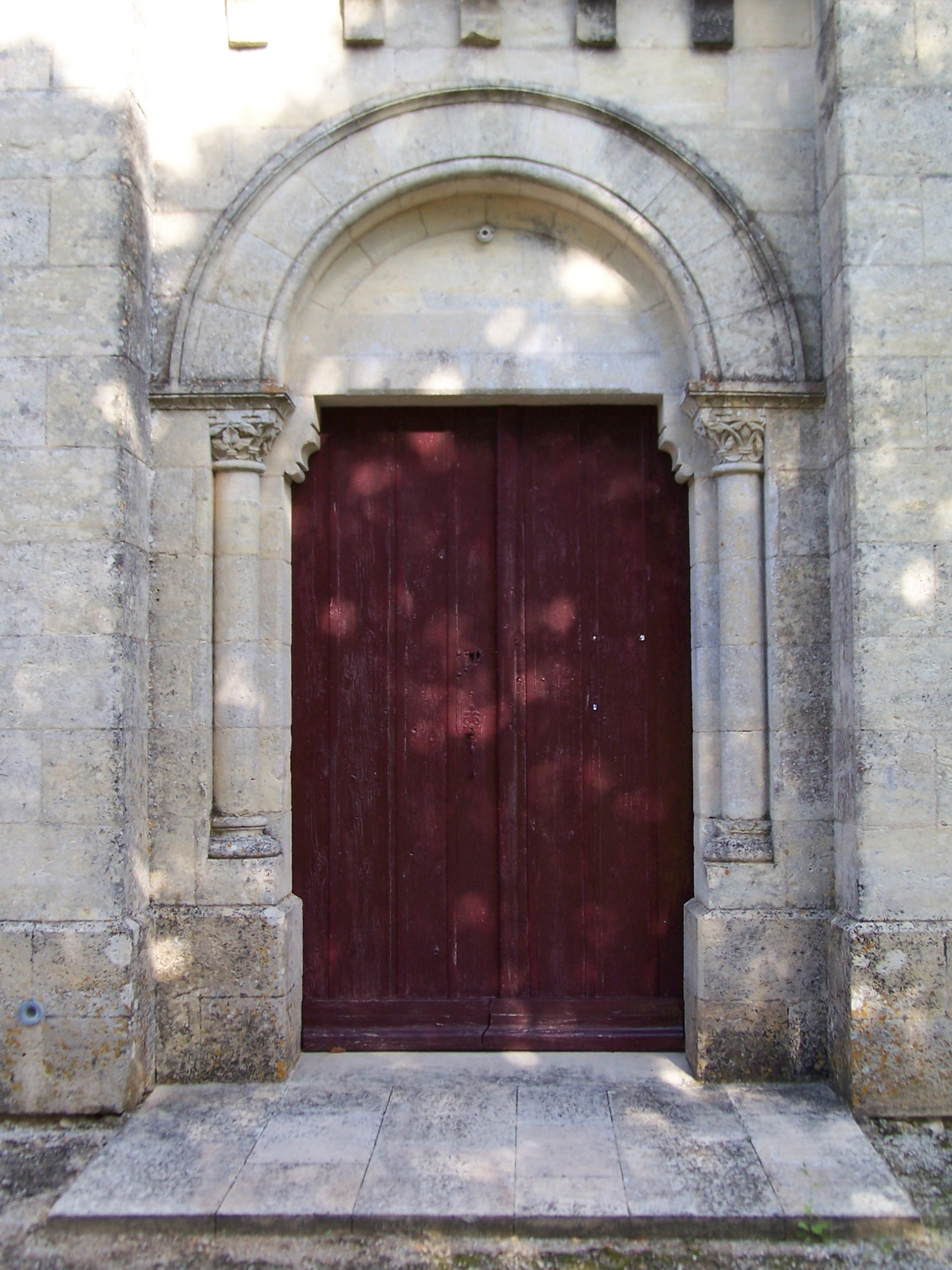
Le portail de l'église (août 2014)
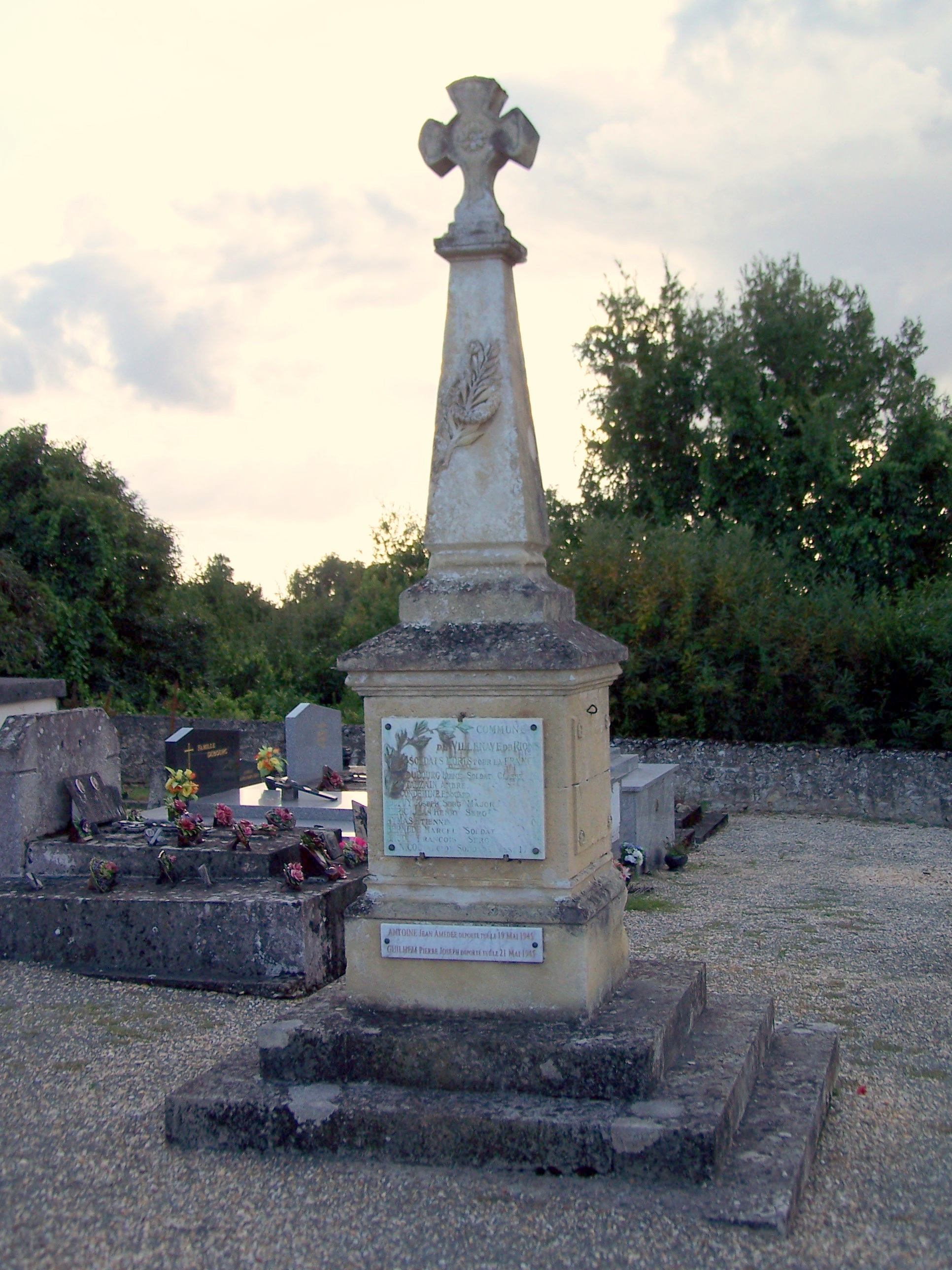
Le monument aux morts au cimetière (août 2014)